# Classe Soldati (pattugliatore di squadra)
La classe Soldati, detta anche classe Artigliere, era costituita da una serie di quattro pattugliatori della Marina Militare italiana derivati dalle fregate lanciamissili della classe Lupo, di circa 2500 tonnellate di dislocamento. Queste unità, che al momento della loro costruzione erano delle classe Lupo modificate, vennero inizialmente costruite negli anni ottanta per l'Iraq, ma non entrarono mai in servizio per il committente originario a causa dell'embargo derivato in un primo momento dalla guerra Iran-Iraq e successivamente dalla prima guerra del Golfo.

## L'ordine
Insieme a queste fregate, l'Iraq aveva ordinato ai cantieri italiani anche sei corvette tipo al-Asad, una nave da rifornimento tipo Stromboli ed un bacino galleggiante.
La nave da rifornimento e due corvette vennero consegnate nel 1990 fra la fine della guerra Iran-Iraq e l'invasione del Kuwait; ma a causa di quest'ultimo evento la prima restò bloccata ad Alessandria d'Egitto mentre le seconde vennero poste sotto sequestro e rimasero a lungo bloccate in Italia, ormeggiate presso l'Arsenale militare marittimo della Spezia; alla fine hanno raggiunto l'Iraq nel 2017.  Le altre quattro corvette (ultimate proprio in concomitanza dell'operazione Desert Storm) furono vendute alla Malaysia mentre le Lupo finirono per essere acquistate dalla Marina Militare Italiana.

## L'acquisto
Le navi tipo Lupo, a causa dell'embargo, una volta completato l'allestimento furono poste sotto sequestro restando bloccate in Italia e conseguentemente non vennero pagate dal committente.
Le quattro unità alla fine sono entrate a far parte della Marina Militare grazie ad un compromesso, poiché i cantieri andavano pagati per il lavoro fatto e gli iracheni certamente non lo avrebbero fatto dato che non potevano prendersi le navi, quindi alla fine il governo italiano, dietro confisca, acquistò la proprietà delle navi pagando i cantieri e le unità, dopo un fermo decennale, passarono di proprietà nel 1994, venendo assegnate alla Marina Militare Italiana, che fu in pratica costretta a prendersele facendo buon viso a cattivo gioco, immettendole in servizio nel periodo 1994-96 dopo un ciclo di lavori di ampia modifica nei sistemi di bordo in quanto diversi apparati erano incompatibili con gli standard NATO e per consentire a queste navi l'adeguamento dello standard tecnico-operativo a quello delle altre unità in servizio della Marina Militare, con interventi sui sistemi di comando e controllo, sui sistemi di telecomunicazione e sui sensori di scoperta radar e acustici.
I sistemi antisommergibile, non potendo essere adeguati agli standard minimi delle altre unità, sono stati del tutto rimossi.
Per il resto l'armamento sia artiglieresco che missilistico, i sensori di bordo come radar di navigazione, di scoperta e i radar asserviti ai sistemi d'arma di bordo ed i sistemi di telecomunicazione sono gli stessi delle Lupo dopo gli ammodernamenti dei primi anni novanta.

## Pattugliatori di squadra
La differenza sostanziale con le Lupo, sta nel fatto che queste unità non sono dotate di alcun armamento per la lotta ASW, mentre in cambio è stata incrementata la componente missilistica antinave. Le navi dispongono di sistema di telecomunicazione satellitare SATCOM. In considerazione della mancanza di capacità antisommergibile le unità sono impiegate e ufficialmente classificate come pattugliatori di squadra. La classificazione di Pattugliatori di Squadra è una definizione piuttosto estemporanea e rara nelle moderne marine occidentali, ma queste unità essendo grossi mezzi di superficie, con un dislocamento superiore alle 2.000 tonnellate sono difficilmente collocabili da un punto di vista classificativo. Le unità sono state inquadrate tuttavia nell'ambito del COMFORAL, il Comando delle Forze d'Altura, nel COMSQUAFR 1 di Taranto, in seguito alla dismissione delle Lupo, dopo che in un primo momento erano state assegnate alla base della Spezia.
Altro difetto di queste unità, oltre alla mancanza di capacità antisommergibile, è il loro limitato tonnellaggio, che le rende incapaci di sopportare gli ingenti danni tipicamente comportati da un attacco missilistico. In considerazione e a riprova di ciò, gli inglesi, dopo l'affondamento di due fregate Type 21 durante la guerra delle Falkland del 1982, hanno ampliato drasticamente le dimensioni delle successive generazioni di fregate.

## Servizio
Nonostante le vicissitudini legate alla loro acquisizione, l'impiego delle unità della classe Artigliere è stato intenso sin dai primi anni di servizio nella Marina Italiana, nei quali oltre alla normale attività addestrativa e di squadra hanno preso parte a pattugliamenti contro l'immigrazione clandestina in Adriatico, ed il loro utilizzo intenso ha limitato l'uso delle più preziose Maestrale. Nel nuovo millennio con i nuovi sviluppi sulla scena internazionale in seguito agli attentati dell'11 settembre, queste unità hanno partecipato alle varie operazioni antiterrorismo, tra cui Enduring Freedom, Active Endeavour e in operazioni per la difesa del traffico mercantile dalla pirateria, impegnate nella loro azione sia nel Mediterraneo che in scenari più lontani, quali l'Oceano Indiano, il Golfo Persico, il Corno d'Africa, il golfo di Aden. Tra le attività svolte, c'è stata anche la circumnavigazione del globo effettuata dal Bersagliere insieme al cacciatorpediniere Durand de la Penne. Le due unità, come avevano fatto diciassette anni prima Lupo e Ardito, salpate il 12 luglio 1996, sono rientrate a Taranto il 4 aprile 1997 dopo aver percorso oltre 46.000 miglia e toccato 35 porti di 23 nazioni. Il pattugliatore Bersagliere, oltre alla normale attività addestrativa e di squadra, è stato anche scelto come piattaforma navale per la sperimentazione di sistemi d'arma in via di sviluppo, quali una nuova versione del cannone 127/54 Compatto denominata 127/54 Light Weight ed il sistema lanciarazzi integrato SCLAR H.
Le unità sono state inizialmente inquadrate nella 7ª Squadriglia fregate della Iª Divisione navale di base alla Spezia. Successivamente le unità navali sono state trasferite al COMSQUAFR1 (1° Comando Squadriglia Fregata) di base a Taranto che dal 2013 è stato riconfigurato nel COMGRUPNAV1 (1° Comando Gruppo Navale). Nave Bersagliere è stata successivamente ridislocata presso la base della Spezia e inquadrata nel COMSQUAFR2 (2° Comando Squadriglia Fregata) poi riconfigurato in COMGRUPNAV2, dove viene impiegata anche come nave comando e supporto alle forze di Contromisure mine rilevando il posto di Nave Alpino andata in disarmo.

## Disarmo e sostituzione
L'intera classe è stata sostituita dai nuovi PPA durante il piano d'emergenza del 2016.

## Unità
| Marina Militare - Classe Soldati tipo Lupo | Marina Militare - Classe Soldati tipo Lupo | Marina Militare - Classe Soldati tipo Lupo | Marina Militare - Classe Soldati tipo Lupo | Marina Militare - Classe Soldati tipo Lupo | Marina Militare - Classe Soldati tipo Lupo | Marina Militare - Classe Soldati tipo Lupo | Marina Militare - Classe Soldati tipo Lupo | Marina Militare - Classe Soldati tipo Lupo |
| Matricola                                  | Nome                                       | Cantiere                                   | Impostazione                               | Varo                                       | Entrata in servizio Marina Militare        | Base                                       | Disarmo                                    | Destino finale                             |
| ------------------------------------------ | ------------------------------------------ | ------------------------------------------ | ------------------------------------------ | ------------------------------------------ | ------------------------------------------ | ------------------------------------------ | ------------------------------------------ | ------------------------------------------ |
| F 582                                      | Artigliere ex Hittin F-14                  | Ancona                                     | 31 marzo 1982                              | 27 luglio 1983                             | 29 ottobre 1994                            | Taranto                                    | 13 dicembre 2013                           | Demolita nel 2024                          |
| F 583                                      | Aviere ex Dhī Qār F-15                     | Ancona                                     | 3 settembre 1982                           | 18 dicembre 1984                           | 4 gennaio 1995                             | Taranto                                    | 2 ottobre 2019                             |                                            |
| F 584                                      | Bersagliere ex Al-Yarmuk F-17              | Ancona                                     | 7 aprile 1982                              | 20 giugno 1985                             | 28 novembre 1995                           | La Spezia                                  | 17 aprile 2018                             | Demolita nel 2024                          |
| F 585                                      | Granatiere ex Al-Qadissiah F-16            | Riva Trigoso                               | 1º dicembre 1983                           | 14 novembre 1985                           | 20 marzo 1996                              | Taranto                                    | 30 settembre 2015                          | Demolita nel 2021                          |

## Storia
Le unità della classe Artigliere hanno nomi di cacciatorpediniere della seconda guerra mondiale della classe Soldati. Artigliere, Aviere e Bersagliere andarono perdute durante il conflitto, mentre il Granatiere nel dopoguerra entrò a far parte nella Marina Militare. Un altro cacciatorpediniere della stessa classe, il Camicia Nera, alla caduta del fascismo venne ribattezzato Artigliere e dopo la guerra, in ottemperanza alle clausole del trattato di pace, venne consegnato all'Unione Sovietica. Nel dopoguerra altri due cacciatorpediniere della Marina Militare del tipo Benson provenienti dalla United States Navy erano stati ribattezzati Artigliere e Aviere.